# Cureña

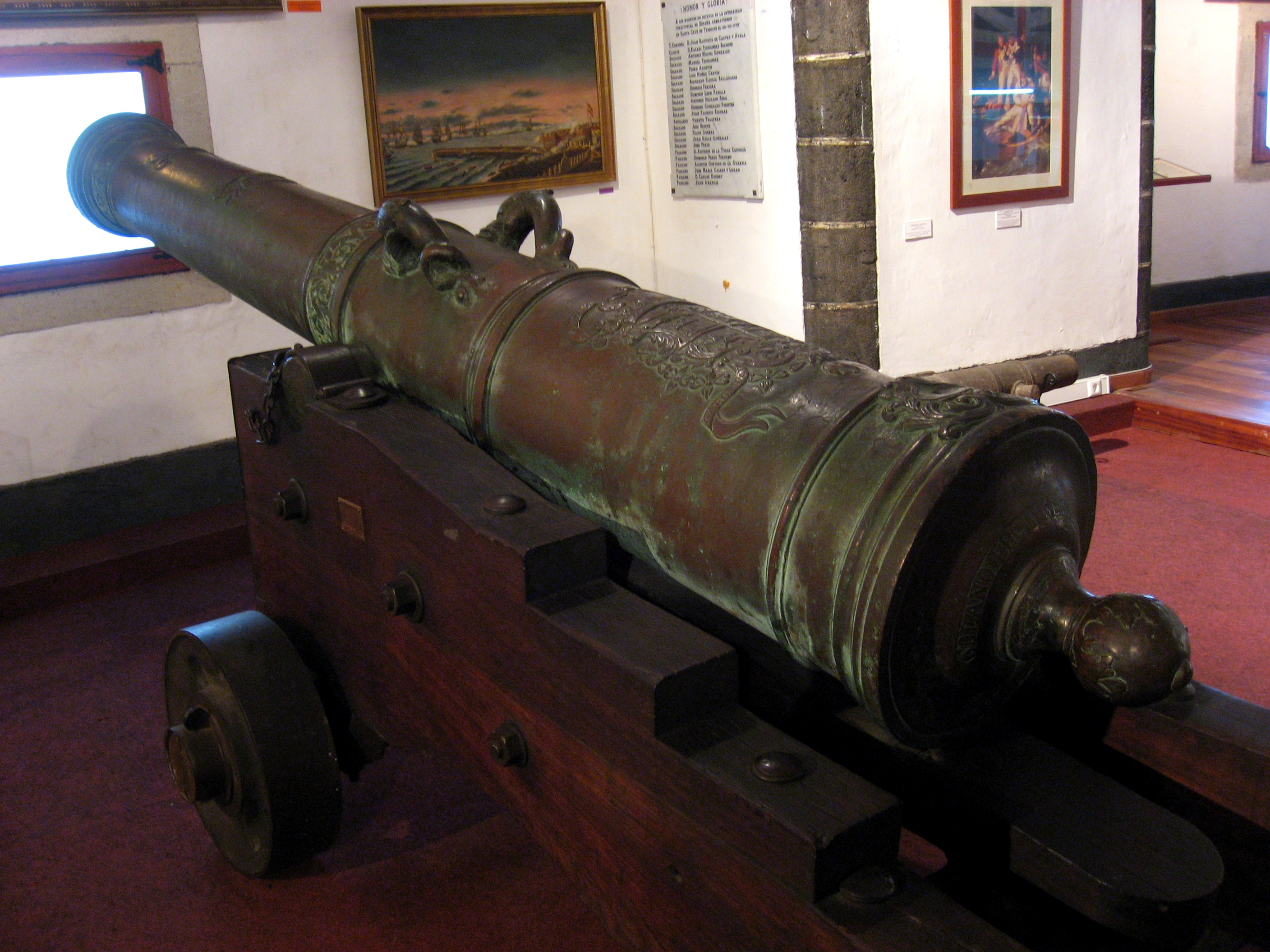
Cañón Tigre (Santa Cruz de Tenerife), sobre su cureña.

La cureña es un tipo de afuste móvil, un carro de madera o metal para piezas de artillería, montado sobre ruedas. Los muñones del cañón se apoyaban en gualderas de madera montadas sobre este carro.
Las cureñas navales, de fortificación y algunas de las de mortero para sitios reposaban sobre cuatro ruedas macizas, y la elevación del cañón sobre su cureña se ajustaba mediante cuñas de madera que levantaban la culata cuando se las añadía (apuntando de este modo más abajo) o que la bajaban cuando se las retiraba (apuntando de este modo más arriba). Por su parte, las de piezas móviles de campaña generalmente eran de dos ruedas y requerían un tercer punto de apoyo ubicado por detrás del cuerpo del cañón; la elevación del tiro se regulaba generalmente alterando hacia arriba y hacia abajo la posición de este punto de apoyo.

## Cureña naval

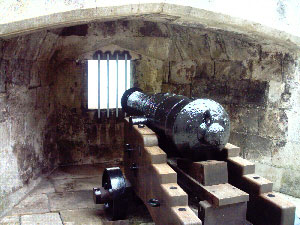
Cañón expuesto en el castillo de Pórtland, montado en una cureña española.

En el siglo XVI, las fuerzas navales inglesas usaban cureñas de dos ruedas. A partir del siglo XVII España adoptó la cureña naval de cuatro ruedas. 
Cuando el cañón estaba cargado, en batería, la cureña tocaba el interior del costado del buque y el brocal del cañón sobresalía del costado por unas aberturas llamadas troneras. Al efectuarse el disparo el cañón retrocedía pero era sujetado por un cable grueso llamado braga. Entonces mediante dos aparejos llamados palanquines (semejantes a polipastos), uno a cada lado, se le volvía a colocar en batería, recargándolo por la boca para que pudiera volver a ser disparado.

### Partes de Cureña Naval
1. Telerón (ing. Transom)
2. Gualdera (ing. Cheek, Bracket)
3. Ensamble de sobremuñonera (ing. Cap square assembly)
  - Sobremuñonera (ing. Cap square)
  - Cáncamo de Sobremuñonera (ing. Cap square eyebolt)
  - Chaveta de Sobremuñonera (ing. Cap square key)
4. Eje Delantero (ing. Fore axtree)
5. Eje Trasero (ing. Hind axtree)
6. (ing. Axle tree band)
7. Pezón
8. Sotrozo (ing. Linch pin)
9. (ing. Axle stays)
10. Rueda (ing. Truck)
11. Ensamble de tornillo elevador (ing. Elevating screw assembly)
  - Base de tornillo elevador (ing. Elevating screw base)
  - Tornillo elevador (ing. Elevating screw)
12. (ing. Side shackle)
13. Cuña de puntería (ing. Quoin)
14. Banqueta (ing. Stool bed)
15. Almohada (ing. Bolster)

## Cureñas de campaña

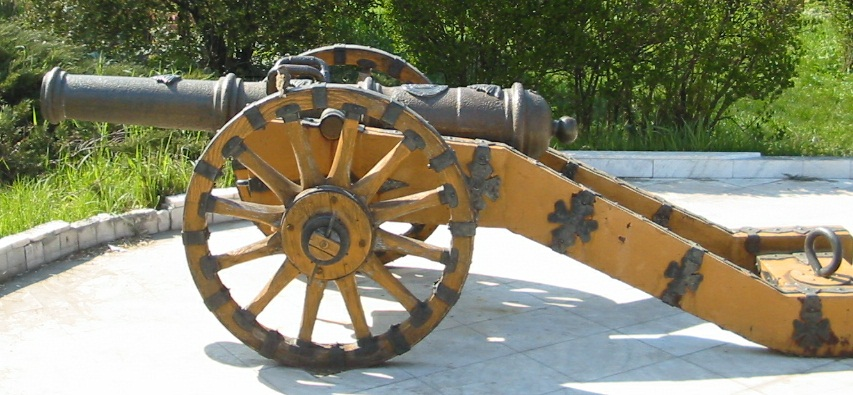
Un pequeño cañón de la época de la Revolución inglesa expuesto como monumento en Bucarest.

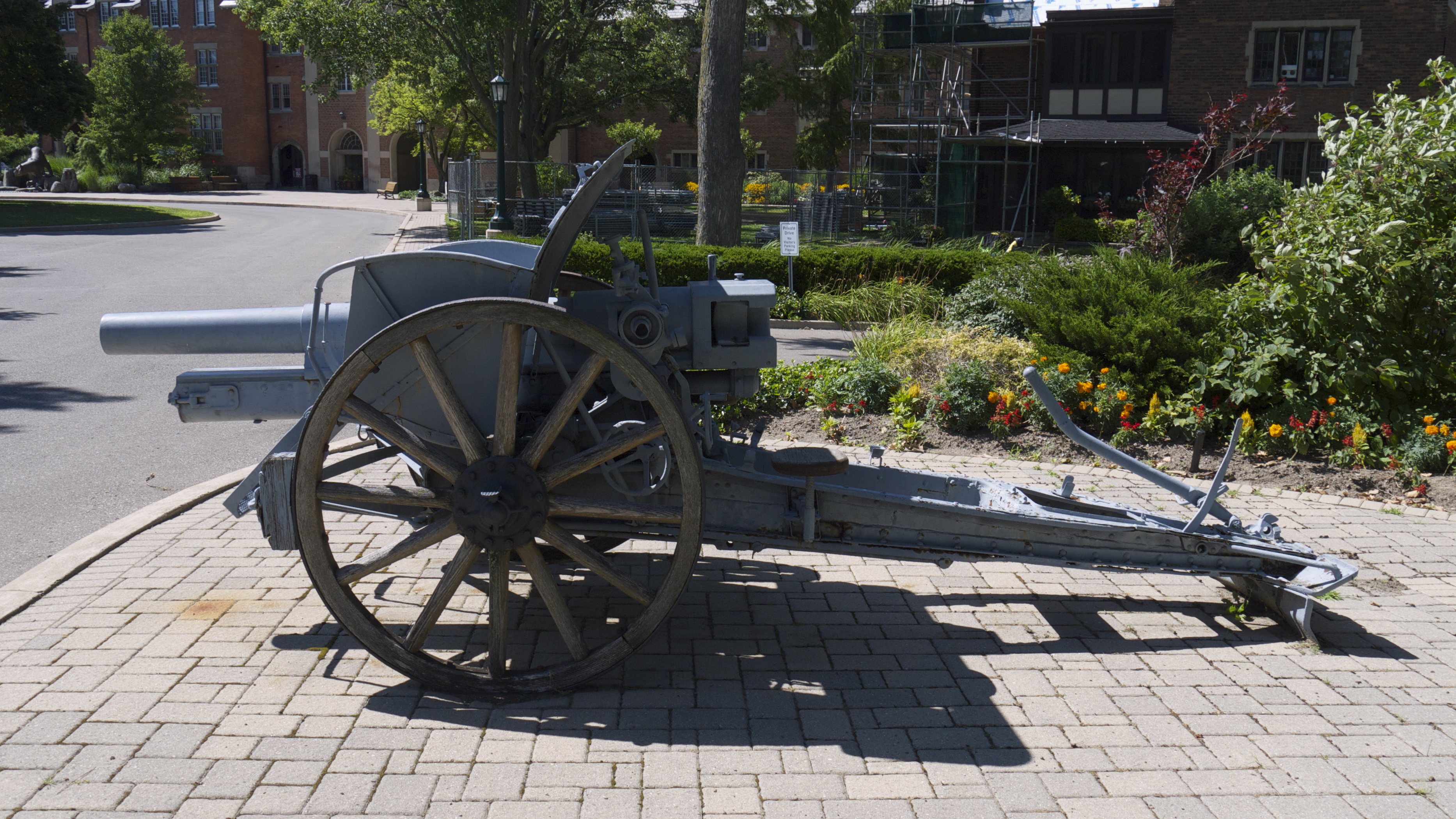
Cureña de un obús de campaña alemán, utilizado en la Primera Guerra Mundial

### Afuste para mortero o cañón de campaña
Las cureñas para morteros constaban de dos guarderas de bronce con sus correspondientes muñoneras unidas entre sí por cuatro pernos de hierro que atraviesan dos entretoesas o almohadillas bastante gruesas en las que está el rebajo cóncavo para que descanse el mortero: la almohadilla de contera es más baja que la de testera y forma declive hacia fuera pues aquella necesita prolongarse algo más a fin de que el mortero se apoye también en ella y forma también un plano inclinado hacia el centro del afuste cuya figura total es la de un paralelepípedo. Las guarderas tienen en cada frente exterior de sus ángulos una especie de cascabel que sobresale lo suficiente para que los artilleros embarren el espeque y puedan mover el mortero fácilmente. 
Las cureñas antiguas constaban de una pieza de madera en forma de paralelepípedo en cuyo centro había un hueco en que descansaba el mortero o pedrero. Eran lo bastante gruesas para resistir el ímpetu de la pieza: en ambos lados tenían una mortaja para recibir los muñones y las sobremuñoneras para sujetarlos. Todo él estaba guarnecido con abrazaderas de hierro y diferentes especies de pernos y pasadores que servían para fortalecerle.

## Otros tipos de afustes para cañones y morteros
Afuste para morterete de probar pólvoraParalelepípedo rectangular de madera semejante a la cureña antigua, mucho más pequeña y menos reforzado, con cuatro asas para manejarlo en vez de los cascabeles o bolones que tenían los otros.
Afuste de potroParte de la máquina llamada potro en la que se aseguraban las piezas de artillería para trabajarlas. Constaba de un cabezal de madera con el rebajo suficiente en forma de canal para recibir la pieza, que llevase los herrajes necesarios para darle resistencia.